# Feitoria Maison de Pierre
A Feitoria Maison de Pierre, ou simplesmente Maison de Pierre ("casa de pedra") localizava-se numa pequena ilha rochosa (hoje aterrada) na barra do canal da lagoa de Araruama (hoje canal do Itajuru), na cidade de Cabo Frio, no litoral norte do estado brasileiro do Rio de Janeiro.

## História
Após o estabelecimento das primeiras feitorias portuguesas no litoral do Cabo Frio (ver Feitoria de Cabo Frio), durante um século se sucederam, na região, outras feitorias estrangeiras para a exploração do pau-brasil ("Caesalpinia echinata"). Ainda no século XVI algumas foram erguidas por franceses, e no início do século XVII, outras, por ingleses ou neerlandeses, até à colonização efetiva daquele litoral pelos portugueses durante a Dinastia Filipina (1580-1640), com o início da construção do Forte de Santo Inácio do Cabo Frio (1615), e a fundação da povoação de Santa Helena do Cabo Frio, a 13 de Novembro daquele ano.
A presença francesa no litoral norte do Rio de Janeiro, em especial na chamada "baía Formosa" - interior da barra do canal da lagoa de Araruama -, intensificou-se a partir de 1540 pela facilidade de extração daquela madeira, então abundante na Mata Atlântica, e pelas boas relações mantidas com os Tupinambás que ali habitavam. Em 1548 registravam-se oito viagens, por ano, de embarcações francesas, carregando naquele ancoradouro.
No contexto do estabelecimento da colônia francesa na baía de Guanabara - a França Antártica, o padre capuchinho francês André Thévet descreveu a sua passagem pelo Cabo Frio, em 1555:
"(...) o morubixaba, que assim tratou a todos, conduziu os franceses até uma grande e comprida pedra, de cerca de cinco pés, na qual se viam sinais feitos por golpes de vergasta, ou bastonetes, ao lado da impressão de dois pés. Afirmam os silvícolas que esses sinais foram feitos pelo maior de seus caraíbas, tão reverenciado entre os índios quanto o é Maomé entre os turcos - o qual lhes ensinou o uso do fogo e o do plantio das raízes. Até então alimentavam-se os selvagens exclusivamente de ervas e caça. Guiados sempre pelo mesmo chefe, procederam os franceses a um cuidadoso reconhecimento da região de Cabo Frio, chegando à conclusão de que não havia nela água doce, senão bem distante. Pelo que ficou resolvido, com pesar geral, que, não obstante a amenidade do clima, era inconveniente o estabelecimento da expedição neste lugar, ou a permanência por mais tempo." ("Les singularitez de la France Antarctique", 1557.)
Em 1556, um ano depois que os colonos de Nicolas Durand de Villegagnon se estabeleceram na baía de Guanabara, armadores do porto francês de Ruão fizeram erguer uma feitoria fortificada dominando o ancoradouro na baía Formosa, utilizada anteriormente pelos portugueses com o mesmo fim entre 1504 e 1516 (Feitoria de Cabo Frio). Este estabelecimento francês figura no mapa de Jacques de Vau de Claye ("Le vrai pourtrait de Geneure et der cap de Frie par Jqz de vau de Claye", 1579. Bibliothèque Nationale de France, Paris.), sobre uma ilhota rochosa na barra do canal da lagoa de Araruama, cartografado como "Maison de Pierre" ("casa de pedra"), e funcionou durante quase duas décadas, tendo sido visitado pelo corsário inglês Anthony Knivet em 1595-1596.
BARRETTO (1958) sustenta que, após a expulsão definitiva dos franceses da baía de Guanabara em 1567, estes teriam se estabelecido na região do Cabo Frio, erguendo um pequeno forte ou reduto, em 1575 (op. cit., p. 209).
Esse estabelecimento foi combatido por forças oriundas de Santos e da baía de Guanabara sob o comando de Salvador Correia de Sá entre 1572 e 1573, e finalmente arrasado por forças da Guanabara, sob o comando do governador da Repartição Sul do Brasil, Dr. Antônio Salema (1575-1577), que na ocasião mataram ou escravizaram mais de quatro mil Tupinambás (27 de Agosto de 1575), exterminando-os na região, no episódio conhecido como Guerra de Cabo Frio. A sua alvenaria de pedra e os seus alicerces teriam sido aproveitados, mais tarde, para erguer o Forte de Santo Inácio do Cabo Frio (1615).